# Laura Cutina
Laura Cutina (Boekarest, 13 september 1968) is een voormalig Roemeens turnster.
Cutina won tijdens de Zomerspelen 1984 in het Amerikaanse Los Angeles de gouden medaille in de landenwedstrijd, in de meerkamp eindigde zij als vijfde. Op de wereldkampioenschappen won Cutina tweemaal de zilveren medaille in de landenwedstrijd.

## Resultaten

### Olympische Zomerspelen
| Jaar | Plaats      | Resultaten                              |
| ---- | ----------- | --------------------------------------- |
| 1984 | Los Angeles | landenwedstrijd 5e meerkamp 8e op vloer |

### Wereldkampioenschappen
| Jaar | Plaats    | Resultaten                    |
| ---- | --------- | ----------------------------- |
| 1983 | Boedapest | landenwedstrijd · 9e meerkamp |
| 1985 | Montreal  | landenwedstrijd               |